# 314 (numero)
Trecentoquattordici (314) è il numero naturale dopo il 313 e prima del 315.

## Proprietà matematiche
- È un numero pari.
- È un numero composto con 4 divisori: 1, 2, 157, 314. Poiché la somma dei suoi divisori (escluso il numero stesso) è 160 < 314, è un numero difettivo.
- È un numero semiprimo.
- È un numero omirpimes.
- È un numero palindromo nel sistema di numerazione posizionale a base 7 (626) e in quello a base 12 (222). In quest'ultima base è altresì un numero a cifra ripetuta.
- È parte delle terne pitagoriche (170, 264, 314), (314, 24648, 24650).
- È un numero nontotiente (per cui la equazione φ(x) = n non ha soluzione).

## Astronomia
- 314P/Montani è una cometa periodica del sistema solare.
- 314 Rosalia è un asteroide della fascia principale del sistema solare.

## Astronautica
- Cosmos 314 è un satellite artificiale russo.